# Amorpha instibilis
Amorpha instibilis är en fjärilsart som beskrevs av Butler 1876. Amorpha instibilis ingår i släktet Amorpha och familjen svärmare. Inga underarter finns listade i Catalogue of Life.